# Boston-Marathon 1912
| 16. Boston-Marathon    | 16. Boston-Marathon        |
| ---------------------- | -------------------------- |
| Stadt                  | Boston, Vereinigte Staaten |
| Datum                  | 19. April 1912             |
| Distanz                | 37 – 38,5 Kilometer        |
| Sieger                 |                            |
| Männer                 | Mike J. Ryan (2:21:18 h)   |
| ← Boston-Marathon 1911 | Boston-Marathon 1913 →     |
| Website                | Offizielle Website         |

Der Boston-Marathon 1912 war die 16. Ausgabe der jährlich stattfindenden Laufveranstaltung in Boston, Vereinigte Staaten. Der Marathon fand am 19. April 1912 statt. Die Laufdistanz betrug zwischen 37 und 38,5 Kilometer.
Es gewann Mike J. Ryan in 2:21:18 h.

## Ergebnis
| Platz | Athlet            | Land               | Zeit (h) |
| ----- | ----------------- | ------------------ | -------- |
| 01    | Mike J. Ryan      | Vereinigte Staaten | 2:21:18  |
| 02    | Andrew Sockalexis | Vereinigte Staaten | 2:21:52  |
| 03    | Festus Madden     | Vereinigte Staaten | 2:23:24  |
| 04    | Thomas Lilley     | Vereinigte Staaten | 2:23:50  |
| 05    | Fritz Carlson     | Vereinigte Staaten | 2:25:38  |
| 06    | Harry Jensen      | Vereinigte Staaten | 2:25:50  |
| 07    | Richard Piggott   | Vereinigte Staaten | 2:26:07  |
| 08    | Édouard Fabre     | Kanada             | 2:26:23  |
| 09    | William Galvin    | Vereinigte Staaten | 2:26:50  |
| 10    | Harry Smith       | Vereinigte Staaten | 2:27:46  |